# Riserva naturale di Għadira
La Riserva naturale di Għadira (in inglese Għadira Nature Reserve; in maltese Ir-Riserva Naturali tal-Għadira o semplicemente L-Għadira) è una zona umida tutelata come area naturale protetta statale (sito Ramsar, SIC e ZSC) sita a Melleha, sull'isola di Malta, e gestita da BirdLife Malta per conto dell'Autorità per l'ambiente e le risorse (ERA). L'area naturale è un'importante riserva ornitologica.

## Storia
L'area della riserva, inizialmente collegata direttamente al mare, è stata utilizzata per secoli come salina, cadendo in declino intorno al XVI secolo in seguito alla realizzazione delle nuove saline a Qawra, nei pressi di Baia di San Paolo; la zona era riportata sulle mappe prima come Saline e poi come Saline Vecchie (o Vechie). Terminata tale funzione, l'area è stata gradualmente coperta dalla terra, presentandosi come una lieve depressione argillosa allagata in inverno e prosciugata in estate.
Intorno al 1966 si progettò di realizzare una strada che avrebbe devastato l'area naturale, che grazie alle sue caratteristiche era diventata un sito di grande importanza per gli uccelli migratori. L'intervento previsto attirò l'attenzione della Malta Ornithological Society (MOS), allora parte della Natural History Society of Malta, che riuscì a convincere l'allora Primo ministro George Borġ Olivier a far rivedere il progetto per far sì che l'area venisse tutelata. Nel corso dell'anno successivo la MOS presentò inoltre al Parlamento un rapporto dettagliato sulle caratteristiche naturalistiche di Għadira, richiedendo la creazione di una riserva naturale.
Nel frattempo, soprattutto nel corso degli anni 1970, la zona divenne una nota località per picnic e altre attività all'aperto, venendo inoltre concessa dal Governo per la caccia. Nel 1978 la MOS invitò a Malta il naturalista britannico Herbert Axell, già membro della Royal Society for the Protection of Birds, che si adoperò per la salvaguardia del sito, che proprio in quell'anno fu dichiarato riserva ornitologica. Axell fu inoltre il principale progettista della riqualificazione ambientale dell'area al fine di creare una vera e propria riserva naturale statale.
I lavori sono iniziati nel 1980, grazie ad una donazione del World Wildlife Fund (WWF) pari a 25000 dollari statunitensi, e la riserva è stata inaugurata ufficialmente nel 1988, vincendo inoltre un diploma di merito assegnato da Europa Nostra nel 1989. Nel 1999 la riserva è stata visitata dal Primo ministro Eddie Fenech Adami.

## Flora
La flora è composta prevalentemente da piante appartenenti alla macchia mediterranea e include il giglio di mare, l'enula marina, l'orchidea piramidale e l'Ophrys melitensis, una specie di orchidea appartenente al genere Ophrys endemica dell'isola di Malta.

## Fauna
La fauna censita è composta principalmente da uccelli migratori, che vi sostano o nidificano. In inverno il sito è popolato prevalentemente da: ballerina bianca, gallinella d'acqua, martin pescatore, porciglione e tuffetto, mentre in primavera si possono osservare diverse specie di ardeidi oltre che il piro piro piccolo, il corriere piccolo (simbolo della riserva) e il beccaccino. Altri esemplari di uccelli osservabili includono: beccamoschino, cavaliere d'Italia, spatola bianca, fenicottero rosa, moriglione e tortora selvatica.
Oltre agli uccelli, sono stati censiti il camaleonte mediterraneo, il nono e diverse specie di roditori.

## Strutture
La riserva dispone di capanni fotografici aperti su prenotazione ed è accessibile nei mesi da settembre a maggio.